# 潘君明
潘君明（1937年12月—），江苏常熟人，退休狱警，监狱学学家、苏州地方文史学者、作家。
潘君明1970年起在苏州监狱工作，直至退休，期间在全国性期刊杂志上发表过数篇监狱学论文，后整理成文集《谈狱集》。1998年退休后，在苏州大学法学院任教达5年。2007年转至苏州市老年大学任教。
潘君明除了监狱学相关学科外，也对苏州地方文化有众多研究，1991年开始出版作品，至今已有出版书籍50余部。其著作的《苏州街巷文化》，收录苏州街巷道路名及其典故近2000个，为记录和保护苏州历史地名做出了重要贡献。其他包括《吴王试剑虎丘山》、《唐伯虎外传》、《苏州民间故事大全》、《苏州历代名人传说》等。
潘君明著述的地方文化类作品29种在苏州图书馆中以个人专架的形式进行展示。

## 主要著作
- 《吴王试剑虎丘山》
- 《唐伯虎外传》
- 《苏州民间故事精选》
- 《虎丘趣闻录》
- 《谈狱集》
- 《苏州风景名胜传说》
- 《虎丘三十六景》
- 《中国历代监狱大观》
- 《苏州民间故事大全》
- 《苏州历代名人传说》
- 《苏州街巷文化》
- 《苏州话寻根》
- 《苏州楹联选赏》
- 《苏州历代饮食诗词选》
- 《苏州古城街巷梳辨录》
- 《苏州民间采风集》
- 《苏州风景名胜传说》
- 《苏州历代工匠传说》
- 《苏州经典美食传说》